# Општина Алексинац
Општина Алексинац је општина у Нишавском округу у југоисточној Србији. Према подацима са последњег пописа 2022. године у општини је живело 43.098 становника (према попису из 2011. било је 51.863 становника). Просечна густина насељености износи око 82 становника по км².
Две трећине општине је претежно пољопривредно земљиште, а једна трећина брдско-планинско земљиште. Алексиначка котлина је равничарски део у долини Јужне Мораве и Моравице и простире се правцем северозапад-југоисток. Оивичена је Озренским планинама са североистока и Малим и Великим Јастрепцем са југозапада. Највиши врх је Лесковик 1174 m на планини Озрен.

## Положај
Територија општине Алексинац се налази на тромеђи између Ниша, Крушевца и Сокобање. Укупна површина општине износи 707 km², од којих је 65% обрадиво равничарско земљиште, док је осталих 35% брдско планинског карактера. Општином доминира Алексиначка котлина окружена планинама Озрен на северу и истоку (планински врх Лесковик) док се на западној страни протежу Мали и Велики Јастребац. Општином протичу три реке: Турија, Јужна Морава и Сокобањска Моравица која код села Бовна гради Бованско језеро.
Општина Алексинац се граничи са нишком градском општином Црвени Крст и општином Мерошином на југу, са општином Ражањ на северу, Крушевцем на западу, Сврљишком општином на југоистоку и општином Сокобања на североистоку.

#### Саобраћај
- Општином Алексинац пролази ауто-пут Београд-Ниш, који је део европског коридора Е75.
- Железничка пруга Београд-Ниш-Скопље-Солун
- Регионални путеви Крушевац-Ниш и Алексинац-Сокобања

## Историја

#### Праисторија
Готово читаво јужно Поморавље је било насељено још у праисторији, о чему сведоче бројни археолошки налази. Тихомир Ђорђевић, историчар и археолог са краја 19. века, бележи да су „сва села алексиначке општине са леве стране тока Јужне Мораве била насељена још у праисторији, почевши од села Витковца па све до Тешице“. Захваљујући историчару Миодрагу Спирићу који је објединио историју општине Алексинац у својим радовима, ми данас имамо поуздане податке о археолошким налазима на територији општине. Налазишта која припадају Старчевачкој култури откривена су у Моравцу и Лужану, док винчанској култури припадају налазишта код села Катуна, Краљева, Врћеновице, Витковца, Мозгова, и два локалитета у граду Алексинцу: „Зелени вир“ и „Друго Окно“. Ни један од поменутих локалитета није научно истраживан и ради се углавном о случајним налазима. На локалитету „Јеленац“ у Алексинцу пронађени су остаци Бубањско хумске групе, као и баденско костолачке групе. Налазишта која припадају Параћинској групи која се одликује некрополама, нађена су код Житковачке циглане у Житковцу и код железничке станице у Витковцу.

#### Античко доба
Данашња територија општине Алексинац припадала је римској провинцији Горња Мезија. Овде је пролазио римски војни пут или Via Militaris, чија тачна траса кроз данашњу територију алексиначке општине није позната. Дуж овог пута су се налазиле једна станица за преноћиште Praesidium Pompei и једна станица за измену коња Rappiana. Историчари немају усаглашено мишљење где су се ове станице тачно налазиле.

#### Новија историја
Име Алексинца први пут је записано 1516. године у Крушевачком дефтеру. О настанку имена постоји више легенди. Сасвим је, међутим, извесно да име долази од властитог имена. Наиме, најпознатија легенда о имену Алексинца у овим крајевима спомиње неког Алексу, власника механе (кафане, тј. хана у то време). Тако је тадашњи „Алексин хан“ израстао у данашњи Алексинац.
Преко ових територија одржавале су се од најстаријих времена сувоземне везе између Европе и Азије. Преко ње су се кретале велике војске у освајачким и одбрамбеним походима, јер су ту пролазили војни друмови, познати под општим називом Цариградски друм. 
За настанак Алексинца као насеља од значаја је сама конфигурација земљишта. Алексинац се као насеље најпре формирао у подножју брда Градиште (228 m), у јужној половини данашњег села Вакуп, па се одатле преселио на данашњу локацију. Ово место се од средњовековног села, током своје бурне историје, развило у привредни, административни, судски, културни, просветни и здравствени центар своје околине.
На развој Алексинца у првом реду су утицале саобраћајне везе. Он се у 16. веку нашао на новом турском Цариградском друму и постао важна станица за преноћишта путника, што је условило да у њему почетком 17. века Турци подигну тврђаву чија посада је имала задатак да штити путнике на друму од хајдука.
Поред саобраћајних веза, развој Алексинца одредили су и привредни услови. Његовој околини било је потребно место за размену добара, локално средиште. То је условило да почетком 17. века Алексинац спада у ред вароши које „имају испод 100 дућана“. 
У 18. веку Алексинац је био седиште нахије, а поред вароши, нахију је чинило још 17 села.
Велики значај околина Алексинца имала је у Првом српском устанку и рату 1876-1878. године. Алексинац је у време Првог српског устанка припадао Лесковачком пашалуку, први додир са устанком имао је 1805. године, када је кроз њега прошла војска нишког мухафиза Хафиз-паше. Славни дани у овом устанку настају 1806. године, изградњом утврђења код Делиграда, девет километара северозападно од Алексинца. Позната битка, у којој су Срби однели победу над Турцима одиграла се септембра 1806. године. Алексинчане је у боју предводио војвода Стојан Цветковић.
Од изузетног значаја за развој Алексинца је и то што је од 1833. до 1878. године био гранично место према Турској, па се преко њега кретала сва робна размена између Средње Европе и Турске, због чега је ту постојала царинарница (ђумрукана), карантин и окружни суд који је издавао визе за улазак у Србију преко Алексинца. Развој Алексинца као пограничног места посебно је помагао кнез Милош Обреновић. Он је, поред економских разлога, од Алексинца хтео да створи конкурента Нишу, који се тада налазио у турским рукама. Кнез Милош је ту замисао донекле и остварио. Поред поменутих институција, у Алексинцу је било и седиште енглеског курира који је примао и експедовао енглеску пошту за Турску и из Турске. Године 1838. изграђена је црква, а од 1841. до 1869. године у Алексинцу је било и седиште аустријске поште.
Алексинац и околина су одиграли важну улогу и у Првом српско-турском рату 1876. године. Ту је било седиште штаба кнеза Милана Обреновића, а чувена је и битка на Шуматовцу коју су Срби добили. У овом рату се уз Србе борио и велики број добровољаца из многих европских држава и Русије. Најславније је име пуковника Николаја Рајевског, који је погинуо код Адровца, а чије срце је сахрањено у порти манастира Свети Роман код Прасковца. Личност пуковника Рајевског послужила је Лаву Толстоју за обликовање лика грофа Вронског у роману Ана Карењина.
Велики допринос Алексинчани су дали и у Првом и Другом светском рату. Они су делили судбину Србије која је у Првом светском рату изгубила трећину становништва, односно половину одраслог становништва.
У Алексинцу је 1833. основан суд који је укинут 2009. године, а 2012. је покренут поступак да се овај суд врати.
У Алексинцу се налази и Техничка школа „Прота Стеван Димитријевић“.

## Градска насеља
На територији општине укупно има 72 насељена места, од којих су:
градска насеља
- Алексинац, седиште општине
- Алексиначки Рудник

приградска насеља (од 2008. године)
- Житковац
- Моравац
- Прћиловица

и сеоска насеља
| - Алексиначки Бујмир - Банковац - Бели Брег - Беља - Бобовиште - Бован - Брадарац - Вакуп - Велики Дреновац - Витковац - Врело - Врћеновица - Вукања - Вукашиновац - Глоговица - Голешница - Горња Пешчаница - Горње Сухотно | - Горњи Адровац - Горњи Крупац - Горњи Љубеш - Гредетин - Грејач - Дашница - Делиград - Добрујевац - Доња Пешчаница - Доње Сухотно - Доњи Адровац - Доњи Крупац - Доњи Љубеш - Дражевац - Јаковље - Јасење - Каменица | - Катун - Копривница - Корман - Краљево - Крушје - Кулина - Липовац - Лознац - Лоћика - Лужане - Љуптен - Мали Дреновац - Мозгово - Моравски Бујмир - Нозрина - Породин - Преконози | - Пруговац - Радевац - Рсовац - Рутевац - Срезовац - Станци - Стублина - Суботинац - Тешица - Трњане - Ћићина - Црна Бара - Честа - Чукуровац - Шурић |

## Становништво
Према попису из 2011. године општина има 51.863 становника.

### Национални састав становништва општине по попису 2011. године
| Етнички састав према попису из 2011.‍ | Етнички састав према попису из 2011.‍ | Етнички састав према попису из 2011.‍ | Етнички састав према попису из 2011.‍ | Етнички састав према попису из 2011.‍ |
| ------------------------------------ | ------------------------------------ | ------------------------------------ | ------------------------------------ | ------------------------------------ |
|                                      |                                      |                                      |                                      |                                      |
| Срби                                 | Срби                                 |                                      | 47.563                               | 91,71%                               |
| Роми                                 | Роми                                 |                                      | 1.937                                | 3,74%                                |
| Македонци                            | Македонци                            |                                      | 98                                   | 0,19%                                |
| Црногорци                            | Црногорци                            |                                      | 68                                   | 0,13%                                |
| Хрвати                               | Хрвати                               |                                      | 50                                   | 0,10%                                |
| Југословени                          | Југословени                          |                                      | 49                                   | 0,09%                                |
| Бугари                               | Бугари                               |                                      | 45                                   | 0,09%                                |
| Муслимани                            | Муслимани                            |                                      | 37                                   | 0,07%                                |
| Словенци                             | Словенци                             |                                      | 30                                   | 0,06%                                |
| Власи                                | Власи                                |                                      | 21                                   | 0,04%                                |
| Румуни                               | Румуни                               |                                      | 20                                   | 0,04%                                |
| Мађари                               | Мађари                               |                                      | 16                                   | 0,03%                                |
| Руси                                 | Руси                                 |                                      | 15                                   | 0,05%                                |
| Горанци                              | Горанци                              |                                      | 13                                   | 0,03%                                |
| Бошњаци                              | Бошњаци                              |                                      | 8                                    | 0,02%                                |
| Немци                                | Немци                                |                                      | 6                                    | 0,01%                                |
| Словаци                              | Словаци                              |                                      | 3                                    | 0,01%                                |
| Русини                               | Русини                               |                                      | 2                                    | 0,01%                                |
| остали                               | остали                               |                                      | 35                                   | 0,07%                                |
| регионална припадност                | регионална припадност                |                                      | 9                                    | 0,02%                                |
| неизјашњени                          | неизјашњени                          |                                      | 474                                  | 0,91%                                |
| непознато                            | непознато                            |                                      | 1.346                                | 2,60%                                |

### Верски састав становништва општине по попису 2011. године
| Верски састав‍       | Верски састав‍       | Верски састав‍ | Верски састав‍ | Верски састав‍ |
| ------------------- | ------------------- | ------------- | ------------- | ------------- |
|                     |                     |               |               |               |
| Православци         | Православци         |               | 47.956        | 92,47%        |
| Муслимани           | Муслимани           |               | 159           | 0,31%         |
| Католици            | Католици            |               | 129           | 0,25%         |
| Протестанти         | Протестанти         |               | 6             | 0,01%         |
| Јудаизам            | Јудаизам            |               | 2             | 0,01%         |
| атеисти и агностици | атеисти и агностици |               | 206           | 0,40%         |
| остали              | остали              |               | 13            | 0,03%         |
| неизјашњени         | неизјашњени         |               | 641           | 1,24%         |
| непознато           | непознато           |               | 1.961         | 3,78%         |

## Туризам
У непосредној околини Алексинца и алексиначке општине има доста туристичких места и објеката интересантних за туристе као што су :
- Рибарска Бања
- Јастребац
- Јужна Морава
- Соко Бања
- Бован (тврђава)
- Бован
- Бованско језеро
- Сокобањска Моравица

## Галерија
- Бованско језеро